# Pharta
Genre
Synonymes
- Sanmenia Song & Kim, 1992

Pharta est un genre d'araignées aranéomorphes de la famille des Thomisidae.

## Distribution
Les espèces de ce genre se rencontrent en Asie.

## Liste des espèces
Selon World Spider Catalog (version 26, 19/06/2025) :
- Pharta bimaculata Thorell, 1891
- Pharta brevipalpus (Simon, 1903)
- Pharta gongshan (Yang, Zhu & Song, 2006)
- Pharta indica Sen, Saha & Raychaudhuri, 2012
- Pharta koponeni Benjamin, 2014
- Pharta lingxiufengica Liu, 2022
- Pharta nigra (Tang, Griswold & Peng, 2009)
- Pharta roseomaculata Dhiya'ulhaq & Benjamin, 2025
- Pharta sudmannorum Benjamin, 2014
- Pharta tangi Wang, Mi & Peng, 2016
- Pharta tengchong (Tang, Griswold & Yin, 2009)
- Pharta tridens Liu & Zhang, 2025
- Pharta xizang Liu & Yao, 2023

## Systématique et taxinomie
Ce genre a été décrit par Thorell en 1891.
Sanmenia a été placé en synonymie par Benjamin en 2011.

## Publication originale
- Thorell, 1891 : « Spindlar från Nikobarerna och andra delar af södra Asien. » Kongliga Svenska Vetenskaps-Akademeins Handlingar, vol. 24, no 2, p. 1-149 (texte intégral).